# Kenji Utsumi
Kenji Utsumi (内海 賢二?, Utsumi Kenji; Kitakyūshū, 26 agosto 1937 – Tokyo, 13 giugno 2013) è stato un doppiatore e attore giapponese. Era affiliato con Ken Production, azienda da lui stesso fondata. Era sposato con la collega Michiko Nomura.

## Doppiaggio

### Serie animate
- Akazukin Chacha (Cloud)
- Astro Boy (Tokugawa)
- Berserk (Nosferatu Zodd)
- Dr. Slump e Arale (Senbee Norimaki)
- Dragon Ball (Shenron, annunciatore del torneo Tenkaichi, Comandante Red, Senbee Norimaki)
- Dragon Ball Z (Shenron (prima voce), Rikoom)
- Dragon Ball GT (Dark Shenron)
- Fullmetal Alchemist (Alex Louis Armstrong, Phillip Gargantos Armstrong)
- Fullmetal Alchemist: Brotherhood (Alex Louis Armstrong)
- Hajime no Ippo (Kamogawa Genji)
- Ken il guerriero (Raō, Kaioh)
- Kyashan (Bryking Boss)
- Kyashan Sins (Bryking Boss)
- Occhi di gatto (Il capo)
- One Outs (Tsuneo Saikawa)
- NEEDLESS (Gido)
- Sally la maga (padre di Sally)
- Sally la maga 2 (nonno di Sally)
- Shin Mazinger Shōgeki! Z-Hen (Hades)
- Superauto Mach 5 (Ispettore Rokugō)

### OAV
- Legend of the Galactic Heroes (Sidney Sitolet)
- Hanappe Bazooka (Ophisto Bazooka)

### Film d'animazione
- Uchū Enban Daisensō (Blacky)

## Film
- Rocky (Apollo Creed)
- Rocky II (Apollo Creed)
- Rocky III (Apollo Creed)
- Rocky IV (Apollo Creed)
- Trappola di cristallo (Hans Gruber)
- Hot Shots! 2 (Saddam Hussein)

### Videogiochi
- Berserk Millennium Falcon Arc: Chapter of the Holy Demon War (Nosferatu Zodd)
- Cobra the Arcade (Turvage)
- Cowboy Bebop - Tsuioku no serenade (Gonza)
- Dissidia Final Fantasy (Garland)
- Dissidia 012 Final Fantasy (Garland)
- Dragon Ball Z: Ultimate Battle 22 (Rikoom)
- Dragon Ball Z: Budokai (Rikoom, Shenron)
- Dragon Ball Z: Budokai 2 (Rikoom, Shenron)
- Dragon Ball Z: Supersonic Warriors (Rikoom)
- Dragon Ball Z: Budokai 3 (Rikoom, Comandante Red)
- Dragon Ball Z: Budokai Tenkaichi (Rikoom)
- Dragon Ball Z: Budokai Tenkaichi 2 (Rikoom, Shenron)
- Dragon Ball Z: Budokai Tenkaichi 3 (Rikoom, Shenron, Shenron Rosso)
- Dragon Ball Z: Burst Limit (Rikoom)
- Dragon Ball: Origins (Shenron)
- Dragon Ball Z: Infinite World (Rikoom, Shenron)
- Dragon Ball: Revenge of King Piccolo (Annunciatore del torneo Tenkaichi, Shenron, Comandante Red)
- Dragon Ball: Raging Blast (Shenron)
- Dragon Ball: Origins 2 (Comandante Red)
- Dragon Ball: Raging Blast 2 (Shenron)
- Dragon Ball Z: Ultimate Tenkaichi (Shenron Rosso, Shenron)
- Final Fantasy Type-0 (Comandante)
- Fist of the North Star (Raoh)
- Linda Cube (Ben MacDonald)
- Metal Gear Solid 3: Snake Eater (Volgin)
- Rogue Galaxy (Valkog Drazer)
- Ryu ga Gotoku Kenzan! (Tenkai)
- Samurai Shodown V (Gaoh)
- Sonic the Hedgehog (Duca di Soleanna)
- Space Channel 5 (Chief Blank)
- Spyro 2: Gateway to Glimmer (Ripto)
- Super Dragon Ball Z (Shenron)
- Super Robot Wars Alpha Gaiden (Imperatore Gohr)
- Super Robot Wars Alpha 2 (Imperatore Gohr, Conte Zanzor)
- Super Robot Wars Alpha 3 (Imperatore Gohr)
- Super Robot Wars Z3: Hell Chapter (Hades)
- Super Robot Wars Z3: Heaven Chapter (Hades)
- Super Robot Wars V (Hades/Imperatore delle Tenebre)
- Super Robot Wars X (Imperatore delle Tenebre)
- Sword of the Berserk: Guts' Rage (Nosferatu Zodd, Balzac)
- Tatsunoko Fight (Braiking Boss)
- Transformers Armada (Onslaught)
- Yakuza 5 (Tadashi Madarame)